# 马相胡同
马相胡同，是北京市西城区北部的胡同。

## 简介
马相胡同为南北走向，南到西直门内大街，北到五根檩胡同。全长224米，平均宽度10米。明朝万历年间的《宛署杂记》记载为“御马监官房胡同”。清朝称“马香儿胡同”或者“马香胡同”。中华民国初期改为“马相胡同”。
御马监是明朝十二监之一，由太监掌管，负责皇家用马的管理，“掌腾骧四卫营马匹”（见《中国历代职官词典》）。清朝顺治时期设立十三衙门，该机构仍称御马监。康熙年间该机构裁撤，被内务府上驷院取代。